# Arco di Carpentras

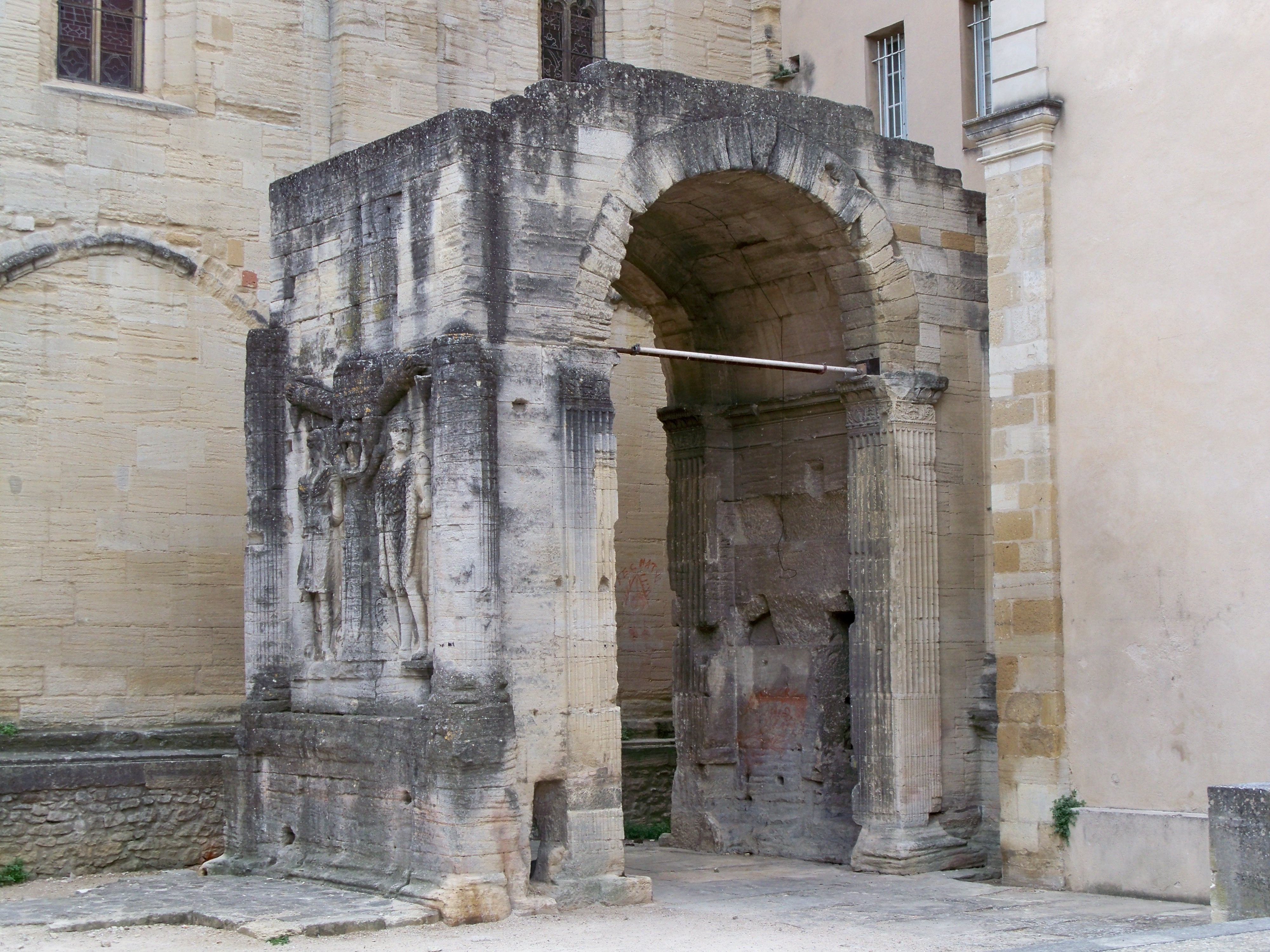
L'arco romano di Carpentras

L'arco di Carpentras è un arco romano degli inizi del I secolo d.C., situato a Carpentras, nel dipartimento francese di Vaucluse.
Ha un unico fornice inquadrato da lesene scanalate e con archivolto decorato da tralci di vite. Agli angoli esterni sono presenti delle semicolonne. Sui fianchi sono scolpite immagini di trofei fiancheggiati da prigionieri barbari.
La presenza dei rilievi con trofei sui lati corti dell'arco si ritrova anche nell'arco di Orange, che tuttavia è decorato più riccamente.
L'arco si trovava in origine sul cardine massimo cittadino. In seguito venne integrato come portale di accesso alla vecchia cattedrale e in seguito sarebbe stato inserito nel palazzo episcopale, oggi palazzo di giustizia.
L'arco è stato inserito nel 1840 nella prima lista dei monumenti storici francesi.

## Interpretazioni
Il motivo della sua costruzione è stato variamente ipotizzato dagli studiosi. Le ipotesi si basano essenzialmente sull'interpretazione dei prigionieri barbari nei due rilievi (sul lato ovest un Germano e un barbaro orientale con il berretto frigio e sul lato est un altro barbaro orientale e un personaggio con diadema che potrebbe riferirsi ad un re ellenistico).
- Gilbert Picard ha proposto che l'arco fosse stato costruito per commemorare simbolicamente le vittorie augustee in Oriente e nelle regioni settentrionali[1]
- R. Turcan ha invece supposto una celebrazione delle imprese di Tiberio in Occidente e in Oriente negli anni 18-19, forse in relazione alla fondazione della colonia Julia Meminorum a Carpentras[2].